# Hrvatski dom Herceg Stjepan Kosača
Ustanova Hrvatski dom Herceg Stjepan Kosača u Mostaru je utemeljena kao javno poduzeće 1994. godine, Odlukom o utemeljenju Javnog poduzeća Hrvatski dom Herceg Stjepan Kosača, Općinskog vijeća Mostar i kao takvo je egzistiralo do 2002. godine, kada Odlukama o preuzimanju osnivačkih prava i obaveza Ustanove i usklađivanju djelatnosti sa Standardnom klasifikacijom djelatnosti, Općinska vijeća gradskih općina Jug, Jugozapad i Zapad, J.P. Hrvatski dom Herceg Stjepan Kosača se preregistrira u ustanovu Hrvatski dom Herceg Stjepan Kosača Mostar.
Gradsko vijeće Grada Mostara na sjednici održanoj 23. lipnja 2004. donijelo je Odluku o preuzimanju osnivačkih, vlasničkih i drugih prava i obveza nad ustanovom. Hrvatski dom Herceg Stjepan Kosača Mostar, kao takav egzistira i danas. Nalazi se na glavnom trgu u zapadnom dijelu gradu Mostara, Trgu hrvatskih velikana, također poznatom kao Rondo, a u njemu se održavaju kulturne i druge manifestacije. U njemu je sjedište Društva hrvatskih književnika Herceg-Bosne i Glazbena škola Ivana pl. Zajca. Ustanova nosi ime Stjepana Kosače, velikog vojvode (hercega), čiji je posjed 1448. godine dobio naziv Hercegovina.

## Povijest izgradnje zgrade
Mostarsko-duvanjski biskupi Paškal Buconjić i Alojzije Mišić pripremali su teren i materijal za gradnju nove biskupijske crkve, katedrale u predjelu grada tada zvanom Guvno, poslije Rondo, potom Trg 14. februara i na kraju Trg hrvatskih velikana. Učinjeno je vrlo malo zbog Drugog svjetskog rata, a onda i zbog teških poratnih prilika pa od gradnje nije bilo ništa i naum je propao. Naime, jugoslavenske komunističke vlasti, u travnju 1948. godine, uhitile su biskupa Petra Čulu te ga u srpnju iste godine osudile na 11 i pol godina stroge tamnice. Gradski narodni odbor Mostara je zaplijenio spomenuto zemljište i materijal s namjenom za izgradnju Doma kulture. Dio materijala je iskorišten za gradnju zgrade tzv. Kamenog MUP-a, ondašnjem sjedištu SUP-a u Mostaru, današnjem sjedištu Ministarstva unutarnjih poslova Hercegovačko-neretvanske županije.
Radovi na samoj zgradi su započeti 1959. godine. Projektant izgradnje objekta zgrade je bio ing. Reuf Kadić iz Sarajeva. Prvo krilo objekta zgrade je izgrađeno u srpnju 1959. godine. Drugo krilo je izgrađeno u rujnu 1959 godine. Cjelovita zgrada je dovršena 1960. godine. Izmjene i korekcije na zgradi objekta je vršio Romeo Tiberio i ing. Izudin Mahmutspahić, koji je ujedno bio i nadzorni organ u izgradnji, inače potpukovnik JNA. Zanimljivo je da se Dom kulture pojavljuje u filmu Veljka Bulajića Bitka na Neretvi u scenama, na kojima se vidi dolazak njemačkih zapovjednika, a potom i dogovor oko provedbe plana pod kodnim imenom Fall Weis.
Pod nazivima Radnički dom, Dom kulture, Dom mladih i konačno, Hrvatski dom Herceg Stjepan Kosača dao je neizbrisiv trag duhovnog razvoja grada Mostara i šire regije. Tijekom Domovinskog rata, objekt je devastiran i oštećen, uz skromne popravke ratne štete i adaptacije prostora, uglavnom neodgovarajućih rješenja i privremenog karaktera. U srpnju 1996. godine, zbog preopterećenosti elektroinstalacija, izgorjela je velika dvorana sa scenom te kompletnom opremom i inventarom. U lipnju 1999. godine, počela je obnova objekta, kojoj je svakako pomogao i veliki koncert brojnih hrvatskih glazbenika za obnovu Kosače. Velika dvorana Hrvatskog doma Herceg Stjepan Kosača je obnovljena i svečano otvorena u travnju 2001. godine. Od tada je središte kulturnih, političkih, gospodarskih, znanstvenih, obrazovnih i zabavnih događanja hrvatskog naroda u Bosni i Hercegovini.

## Djelatnost ustanove
| - Djelatnost objekata za kulturne priredbe: - djelatnost koncertnih ili kazališnih dvorana i drugih umjetničkih objekata - rad agencija za prodaju ulaznica - Umjetničko i literarno stvaralaštvo i reprodukcijsko izvođenje (reprodukcijska umjetnost): - scensko izvođenje uživo koncerata, opera, baleta, folklora i drugog repertoara - djelatnost grupa, društava orkestara ili sastava - djelatnost slobodnih umjetnika, kao što su glumci, redatelji, glazbenici, pisci, predavači ili govornici, kipari, slikari, crtači crtanog filma ili karikaturisti, dizajneri scenskih kulisa, aranžeri i sl. | - Prikazivanje filmova. - Ostale kulturne i zabavne djelatnosti: - djelatnost plesnih škola i učitelja plesa - lutkarske predstave, djelatnost dvorana - diskoteka - Promidžba (reklama i propaganda): - davanje prostora za oglašavanje - oglašavanje, predstavljanje preko medija - Ostale poslovne djelatnosti: - djelatnost organizatora, sajmova izložbi, kongresa. |

## Velika dvorana
Velika dvorana Hrvatskog doma Herceg Stjepan Kosača ima 744 mjesta, od čega parter dvorane ima 569 mjesta, dok se preostala mjesta, ukupno 155, nalaze na balkonu dvorane. Bina koncertne dvorane ima površinu od cca 250 m2. Bila je domaćin kako Sarajevskoj, tako i Zagrebačkoj i Münchenskoj filharmoniji, Austrijskom komornom orkestru..., ali i mnogobrojnim vrhunskim glazbenicima poput Schlome Mintza, Ive Pogorelića, Maksima Mrvice..., ali i Josipe Lisac, Olivera Dragojevića, Gibonnija,... brojnim kazališnim skupinama od Hrvatskog narodnog kazališta, Dubrovačkih ljetnih igara, Beogradskog Ateljea 212... do domaćih kazalištaraca. Dvoranom su plesali od najpoznatijih baletnih imena, avangardnih plesnih skupina do glasovitih folklornih skupina iz zemlje i svih krajeva svijeta.
Bina dvorane u ovisnosti od potrebe izvođača prostorno se može smanjiti, odnosno prilagoditi samoj veličini i broju izvođača. Izvođačima je u back stageu na raspolaganju šminkeraj, garderoba i sanitarni čvor. Velika dvorana je izvanredno estetski i akustično oblikovana te opremljena suvremenom tehničkom opremom, a po potrebi ozvođača, mogu je osvijetliti 66 reflektora i 4 skenera. Budući da je prostor multifunkcionalno dizajniran i dobro osmišljen, uz primarnu djelatnost priređivanja vrhunskih glazbenih, kazališnih i drugih umjetničkih priredbi, u dvorani Hrvatskog doma organiziraju se filmske premijere, a često je i domaćin kongresa, sabora i skupova i drugih društvenih događaja.

## Mala dvorana
Amfiteatar Hrvatskog doma Herceg Stjepan Kosača ima 120 mjesta, prostorno je prilagođen održavanju kulturnih, zabavnih, poslovnih i drugih društvenih događanja koja ne iziskuju veliki scenski prostor. Tako je prostor Male dvorane - amfiteatra prepoznat kao idealan za organiziranje književnih večeri, javnih tribina, poslovnih prezentacija, seminara, edukacijskih tečajeva, te različitih tematskih građanskih okupljanja.

## Učionice
Multifunkcionalnost Hrvatskog doma Herceg Stjepan Kosača ogleda se i u njegovom prostoru namijenjenom za edukacije. Naime, Dom na raspolaganju ima i učionice. Poput svih drugih edukacijskih prostora i ovaj prostor je namijenjen kako za poslovni tako i za osobni razvoj. Optimalan broj polaznika po učionici je 16. Učionice se mogu iznajmljivati, prema dogovoru, tijekom cijele godine. Od raspoloživih učionica, jedna je opremljena tehničkim pomagalima namijenjenih za svladavanje tehnika animacije. Glavni korisnik spomenutih učionica je Glazbena škola Ivana pl. Zajca.

### Galerije
Površina velike galerije je 400 m2, dok je ukupna dužina zida, mogućeg izložbenog prostora 102,6 m. Galerija Hrvatskog doma Herceg Stjepan Kosača može se pohvaliti da je bila domaćinom najvećih umjetnika Francuske, Mađarske, Turske, Španjolske, Italije i drugih zemalja Europe, kako likovnog, tako književnog te glazbenog izričaja. Akustika galerijskog prostora učinila ga je odličnim odabirom za izvođenje malih koncertnih programa. Tada se galerijski prostor, prema potrebi pretvara u koncertnu pozornicu u kojoj se može postaviti i do 100 sjedala.
Funkcionalnost prostora predvorja Galerije omogućava i organiziranje prigodnih domjenaka i koktela. Predvorje ju povezuje s Malom galerijom. Mala Galerija čija je površina 180 m2 i koja ima 48,6 m izložbenog prostora je idealan prostor za manji umjetnički performans, ali i književni ili drugi društveni događaj.

### Predvorje
Predvorje Hrvatskog doma Herceg Stjepan Kosača je multifunkcionalan prostor, koji svojom arhitekturom pruža nebrojene mogućnosti za promociju samog događaja, koji se odvija jednom od namjenskih prostora Hrvatskog doma Herceg Stjepan Kosača. Površina prostora omogućava da se uz vlastiti program organizatora događaja (eventa) promovira i eventualni program sponozora, kao i svih drugih sudionika programa. Predvorje je idealno mjesto za uvodni performans samog događaja, prijam visokih zvanica i gostiju, posjetitelja događanja.

### Ostalo
U samom predvoru smješten je i Caffe bar s terasom, koji pruža mogućnost organiziranja koktela ili sličnih ugostiteljskih usluga prema potrebi i želji naručitelja. U neposrednoj blizini Hrvatskog doma Herceg Stjepan Kosača, odmah iza njegovih leđa, smješten je i gradski parking sa 150 parking mjesta.

## Kulturne manifestacije
Organizacija vrhunskih glazbenih, ali i brojnih multimedijalnih priredbi, kazališnih i filmskih premijera, zanimljivih izložbi, kongresa, sabora, skupova i drugih događanja, osigurali su Hrvatskom domu Herceg Stjepan Kosača vodeće mjesto na području glazbeno-koncertnih, ali i svih drugih javnih izričaja u Hercegovini, ali i šire. U njegovim prostorima već tradicionalno se održavaju kulturne manifestacije:
| - Dani Matice Hrvatske - Mostarsko proljeće, član EFA-e - Mostarski ljetni festival - Lipanjske zore - Večernjakov pečat | - Božićni koncert Simfonijskog orkestra Mostar - Božićni koncert Hrvatske glazbe Mostar - Dani filma Mostar - Festival hercegovačkih klapa |

## Unutarnje poveznice
| - Mostar - Hrvatsko narodno kazalište u Mostaru | - Hrvati Bosne i Hercegovine - Kultura Hrvata Bosne i Hercegovine |

## Vanjske poveznice
- Hrvatski dom Herceg Stjepan Kosača službena stranica Hrvatskog doma Herceg Stjepan Kosača u Mostaru